# 10-8: Officers on Duty
10-8: Officers on Duty foi uma série de televisão estadunidense originalmente exibida pela rede ABC, entre 2003 e 2004.

## Enredo
Rico Amonte, um inexperiente xerife do departamento de polícia de Los Angeles, acaba de sair da academia de polícia e é escalado para trabalhar com o policial John Barnes durante um certo período, no qual ele aprende o que é necessário e põe em prática o que estudou na academia.
Enquanto ele comete uma série de erros de principiante, incluindo a responsabilidade por ter deixado um carro do esquadrão ser roubado, ele também precisa prestar atenção aos detalhes dos casos que investiga.

## Elenco
- Danny Nucci como Rico Amonte
- Ernie Hudson como John Henry Barnes
- Travis Schuldt como Chase Williams
- Christina Vidal como Gabriela Lopez
- Scott William Winters como Matt Jablonski
- Miguel Sandoval como Cpt. Otis Briggs

## Episódios
| Episódio # | Título                      | Data original de transmissão |
| ---------- | --------------------------- | ---------------------------- |
| 1-1        | "Brothers in Arms"          | 28 de setembro de 2003       |
| 1-2        | "Hard Day's Night"          | 5 de outubro de 2003         |
| 1-3        | "Gun of a Son"              | 12 de outubro de 2003        |
| 1-4        | "Badlands"                  | 19 de outubro de 2003        |
| 1-5        | "Blood, Sugar, Sex Magik"   | 25 de outubro de 2003        |
| 1-6        | "Mercy, Mercy Me"           | 2 de novembro de 2003        |
| 1-7        | "Late for School"           | 9 de novembro de 2003        |
| 1-8        | "Gimme Shelter"             | 23 de novembro de 2003       |
| 1-9        | "Let It Bleed"              | 30 de novembro de 2003       |
| 1-10       | "The Wild Bunch"            | 7 de dezembro de 2003        |
| 1-11       | "Lucy in the Sky"           | 21 de dezembro de 2003       |
| 1-12       | "Flirtin' with Disaster"    | 11 de janeiro de 2004        |
| 1-13       | "Gypsy Road"                | Não exibido                  |
| 1-14       | "Love Don't Love Nobody"    | Não exibido                  |
| 1-15       | "The Wild and the Innocent" | Não exibido                  |